# Pyura lutea
Pyura lutea is een zakpijpensoort uit de familie van de Pyuridae. De wetenschappelijke naam van de soort is voor het eerst geldig gepubliceerd in 1900 door Sluiter.